# Eleições parlamentares europeias de 2004 (Itália)
As eleições parlamentares europeias de 2004 na Itália foram realizadas a 12 de Junho e, serviram para eleger os 78 deputados do país para o Parlamento Europeu.

## Resultados Oficiais
| Partidos                | Partidos                         | Votos      | %               | +/-   | Deputados | +/-     |
| ----------------------- | -------------------------------- | ---------- | --------------- | ----- | --------- | ------- |
|                         | A Oliveira                       | 10 105 836 | 31,08 / 100,00  | 1,53  | 24 / 78   | 4       |
|                         | Força Itália                     | 6 806 245  | 20,93 / 100,00  | 4,23  | 16 / 78   | 6       |
|                         | Aliança Nacional                 | 3 736 606  | 11,49 / 100,00  | 1,21  | 9 / 78    | Estável |
|                         | Partido da Refundação Comunista  | 1 969 776  | 6,06 / 100,00   | 1,79  | 5 / 78    | 1       |
|                         | União dos Democratas-Cristãos    | 1 914 726  | 5,89 / 100,00   | 1,14  | 5 / 78    | 1       |
|                         | Liga Norte                       | 1 613 506  | 4,96 / 100,00   | 0,48  | 4 / 78    | Estável |
|                         | Federação dos Verdes             | 803 356    | 2,47 / 100,00   | 0,70  | 2 / 78    | Estável |
|                         | Partido dos Comunistas Italianos | 787 613    | 2,42 / 100,00   | 0,42  | 2 / 78    | Estável |
|                         | Lista Emma Bonino                | 731 536    | 2,25 / 100,00   | 6,20  | 2 / 78    | 5       |
|                         | Itália de Valores                | 695 179    | 2,14 / 100,00   | Novo  | 2 / 78    | Novo    |
|                         | Novo Partido Socialista Italiano | 664 463    | 2,04 / 100,00   | Novo  | 2 / 78    | Novo    |
|                         | União dos Democratas pela Europa | 419 173    | 1,29 / 100,00   | 0,32  | 1 / 78    | Estável |
|                         | Alternativa Social               | 400 626    | 1,23 / 100,00   | Novo  | 1 / 78    | Novo    |
|                         | Partido dos Pensionistas         | 374 343    | 1,15 / 100,00   | 0,40  | 1 / 78    | Estável |
|                         | Chama Tricolor                   | 237 058    | 0,73 / 100,00   | 0,87  | 1 / 78    | Estável |
|                         | Partido Popular Sul Tirolês      | 146 357    | 0,45 / 100,00   | 0,05  | 1 / 78    | Estável |
|                         | Outros                           | 1 109 847  | 3,42 / 100,00   |       | 0 / 78    |         |
| Votos inválidos         | Votos inválidos                  | 3 201 256  | 8,96 / 100,00   | 0,69  |           |         |
| Total                   | Total                            | 35 717 655 | 100,00 / 100,00 |       | 78 / 78   | 9       |
| Eleitorado/Participação | Eleitorado/Participação          | 49 804 087 | 71,72 / 100,00  | 1,98  |           |         |
| Fonte                   | Fonte                            | [ 1 ]      | [ 1 ]           | [ 1 ] | [ 1 ]     | [ 1 ]   |